# Al-Dżabbul
Al-Dżabul (arab. الجبول) – miejscowość w Syrii, w muhafazie Aleppo. W 2004 roku liczyła 1783 mieszkańców.